# Света Петка (Костур)
Света Петка (грч. Αγία Παρασκευή) је насељено место у општини Костур у периферији Западна Македонија, Грчка. Према попису из 2021. године било је 27 становника.
У атару села Загоричани осамдесетих година 20. века подигнуто је ново насеље Света Петка.